# Rodrigo Tello
Rodrigo Álvaro Tello Valenzuela (Santiago, 14 oktober 1979) is een Chileens voormalig betaald voetballer die bij voorkeur links in de verdediging of op het middenveld speelde. Hij kwam van 1999 tot en met 2016 uit voor achtereenvolgens Universidad de Chile, Sporting Lissabon, Beşiktaş JK, Eskişehirspor, Elazığspor, Şanlıurfaspor en Audax Italiano. Tello was van 2000 tot en met 2010 international van het Chileens voetbalelftal, waarvoor hij 26 interlands speelde en drie keer scoorde.

## Clubcarrière
Tello is de zoon van Héctor en Eliana Tello Valenzuela . Hij heeft ook nog een jongere broer, genaamd Christian. Tello debuteerde in 1999 in het betaald voetbal bij Universidad de Chile, waarmee hij in zowel 1999 als 2000 Chileens landskampioen werd. Hij speelde zijn eerste wedstrijd tegen Cobreloa op 27 februari 1999. Zijn eerste goal maakte hij op 8 mei tegen Coresal. Hij speelde in totaal 80 wedstrijden en scoore 11 keer voor Universidad.
Tello trok met zijn spel de aandacht van Sporting Lissabon, dat hem in de winterstop van het seizoen 2000/01 naar de Portugese competitie haalde. Met deze transfer zou een som van 7 miljoen euro gemoeid zijn. Hij speelde zijn eerste wedstrijd op 11 maart 2000. Na een eerste seizoenshelft waarin Tello tot acht wedstrijden kwam, ging hij meer en meer wedstrijden spelen voor zijn nieuwe club. Met Sporting werd hij Portugees landskampioen in het seizoen 2001/02. In het seizoen 2004/05 haalde hij met Sporting de finale van de UEFA Cup, maar verloor daarin van CSKA Moskou (1-3). Tello speelde in totaal 137 wedstrijden voor Sporting.
In de zomer van 2007 verkaste Tello naar zijn derde club in zijn derde verschillende nationale competitie, het Turkse Beşiktaş JK. Daarmee won hij in het seizoen 2008/09 ook in zijn derde verschillende land de nationale titel.

## Clubstatistieken
| Seizoen | Club                 | Competitie       | Duels | Goals |
| ------- | -------------------- | ---------------- | ----- | ----- |
| 1999    | Universidad de Chile | Primera División | 33    | 4     |
| 2000    | Universidad de Chile | Primera División | 20    | 3     |
| 2000/01 | Sporting Lissabon    | Primeira Liga    | 8     | 0     |
| 2001/02 | Sporting Lissabon    | Primeira Liga    | 15    | 0     |
| 2002/03 | Sporting Lissabon    | Primeira Liga    | 15    | 1     |
| 2003/04 | Sporting Lissabon    | Primeira Liga    | 21    | 1     |
| 2004/05 | Sporting Lissabon    | Primeira Liga    | 9     | 1     |
| 2005/06 | Sporting Lissabon    | Primeira Liga    | 20    | 1     |
| 2006/07 | Sporting Lissabon    | Primeira Liga    | 24    | 2     |
| 2007/08 | Beşiktaş JK          | Süper Lig        | 29    | 5     |
| 2008/09 | Beşiktaş JK          | Süper Lig        | 32    | 6     |
| 2009/10 | Beşiktaş JK          | Süper Lig        | 26    | 4     |
| 2010/11 | Eskişehirspor        | Süper Lig        | 16    | 0     |
| 2011/12 | Eskişehirspor        | Süper Lig        | 33    | 1     |
| 2012/13 | Eskişehirspor        | Süper Lig        | 27    | 2     |
| 2013/14 | Eskişehirspor        | Süper Lig        | 3     | 0     |
| 2013/14 | Elazığspor           | Süper Lig        | 14    | 2     |
| 2014/15 | Şanlıurfaspor        | TFF 1. Lig       | 29    | 2     |
| 2015/16 | Audax Italiano       | Primera División | 10    | 0     |

## Interlandcarrière
Tello debuteerde op zaterdag 12 februari 2000 tegen Bulgarije (3-2) als Chileens international, toen hij na 71 minuten inviel voor José Luis Sierra. Hij speelde sindsdien meer dan dertig interlands. Bondscoach Marcelo Bielsa liet hem in de kwalificatie voor het WK 2010 alleen in 2009 tegen Peru spelen, maar nam Tello toch mee naar het eindtoernooi in Zuid-Afrika, als reservespeler. Daar speelde hij de tweede helft van de met 3-0 verloren achtste finale tegen Brazilië, als invaller voor Pablo Contreras. Eerder won hij met een nationale selectie de bronzen medaille op het voetbaltoernooi van de Olympische Zomerspelen 2000.
Op 11 juli 2007 werd Tello door de Chileense voetbalbond voor twintig interlandduels geschorst wegens een vermeend drinkgelag voorafgaand aan de kwartfinale tegen Brazilië bij de strijd om de Copa América 2007. Dat duel ging met 6-1 verloren, tot woede van het thuisfront. Behalve Tello kregen ook Jorge Vargas, Pablo Contreras, Jorge Valdivia, Reinaldo Navia en Álvaro Ormeño een schorsing opgelegd. Vargas zei nog voor de afgetekende nederlaag tegen Brazilië dat alle berichten overdreven waren: "We hebben alleen wat gedronken in het hotel, niet meer dan dat. We zijn niet in een ruzie beland en zijn niet de stad ingegaan."
Later dat jaar, op 7 december 2007, maaket de Chileense voetbalbond bekend de straf van Vargas, Contreras, Tello, Valdivia en Navia te hebben gehalveerd, nadat zij publiekelijk hun excuses hadden gemaakt. Over Ormeño deed de bond geen mededeling.